# Epic45
Epic45 ist eine britische Band, deren musikalischer Stil als „Postrock“ bezeichnet wurde. Sie wurde 1995 von Ben Holton, Mark Oldfield und Rob Glover in Birmingham gegründet und war von 2005 bis Ende 2011 unter Vertrag des inzwischen nicht mehr existierenden Independent-Musik-Labels Make Mine Music (July Skies, Piano Magic).

## Diskografie
- Reckless Engineers (Where Are My Records, 2002)
- Against the Pull of Autumn (Where Are My Records, 2004)
- England Fallen Over EP (Make Mine Music, 2005)
- Drakelow EP (Make Mine Music, 2006)
- Slides (Make Mine Music, 2006)
- May Your Heart Be the Map (Make Mine Music, 2007)
- In All the Empty Houses EP (Make Mine Music, 2009)
- Weathering (Make Mine Music, 2011)
- Fragment #3 EP (Monopsone, 2012)
- Monument EP (Wayside & Woodland Recordings, 2014)
- Through Broken Summer (Wayside & Woodland Recordings, 2018)
- Sun Memory EP (Wayside & Woodland Recordings, 2019)